# Salzbergen
Salzbergen là một đô thị thuộc huyện Emsland, bang Niedersachsen, Đức. Đô thị này có diện tích 53,31 km². Đô thị này nằm bên sông Ems, cự ly khoảng 25 km về phía nam của Lingen, và 10 km về phía tây bắc của Rheine.